# Černá kapusta

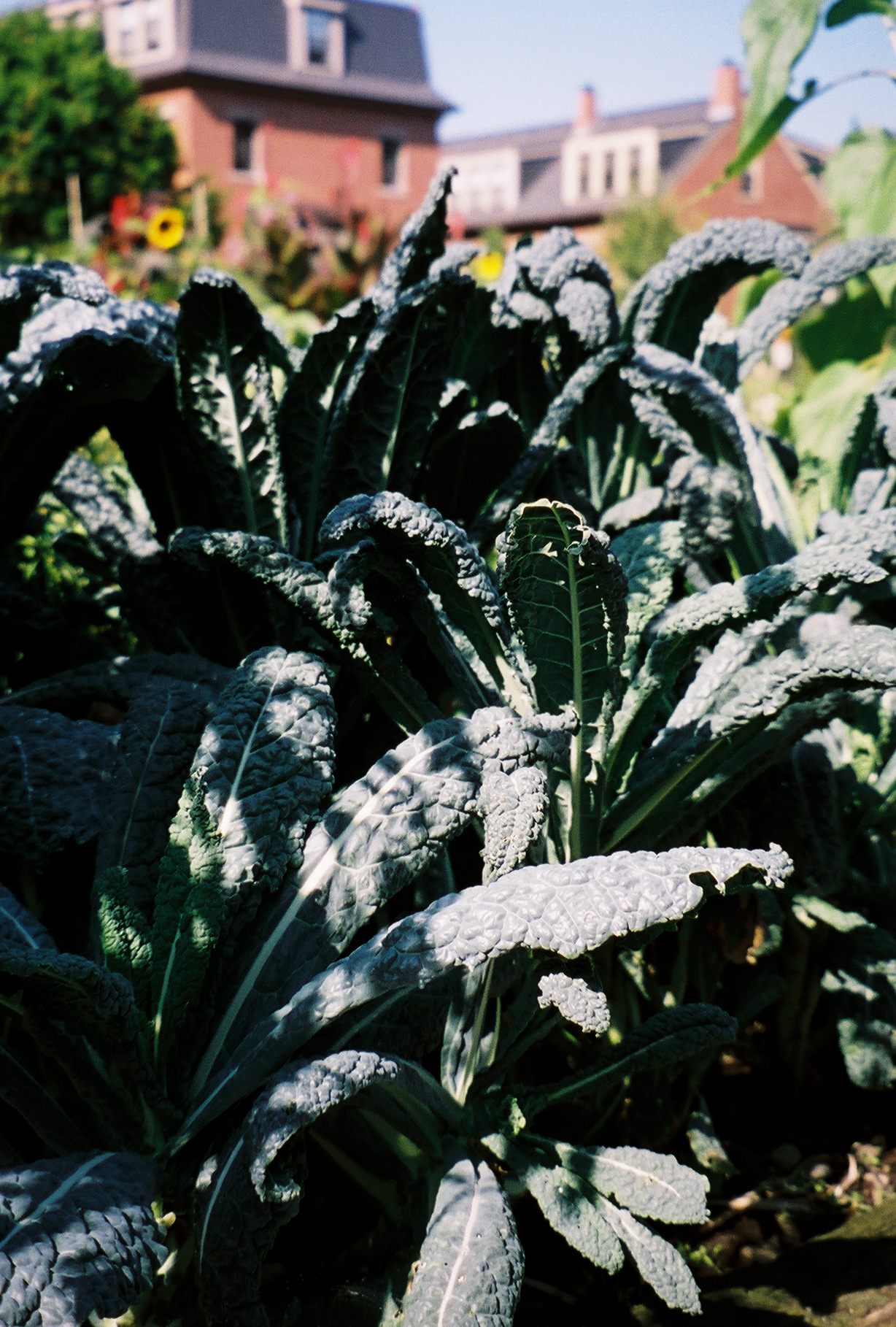
Černá kapusta

Černá kapusta (Brassica oleracea Lacinato) je košťálová zelenina z čeledi brukvovitých (Brassicaceae). Pěstováním, nároky a použitím se podobá kapustě kadeřavé. Černá kapusta je tradiční především v italské kuchyni, zejména toskánské. V Toskánsku se pěstuje již mnoho století, a je jednou z tradičních složek pro minestrone.
V severní a střední Itálii je známá pod názvem Cavolo nero, někdy také toskánská kapusta, kde bývá zdrojem čerstvé zeleniny po celý rok. Pro svůj vysoký obsah vitámínů a minerálních látek se řadí mezi tzv. superpotraviny. Z vitamínů obsahuje vysoký podíl téměř všech vitamínů B, dále vitamín C a vitamín E. Z minerálních látek jsou hojně zastoupeny vápník, hořčík a železo. Při tradičním italském způsobu konzumace spolu s olivovým olejem se všechny zdraví prospěšné látky lépe vstřebávají do organismu. Dieteticky je považována za potravinu hrající důležitou roli v prevenci civilizačních chorob.

## Pěstování a sklizeň
Jako většina košťálovin se černá kapusta pěstuje z předpěstovaných sazenic, které se na záhon vysazují na jaře v dostatečné vzdálenosti. Zelenině vyhovuje humózní, živinami dobře zásobená kyprá půda s pravidelnou zálivkou. Dospělá rostlina se sklízí celá, anebo postupným sběrem tmavých listů odspodu rostliny směrem k růstovému vrcholu. Díky své odolnosti vůči chladu je v jižní Evropě ideální zimní zeleninou určenou k přezimování na záhonu a postupné sklizni v zimních měsících, podobně jako růžičková kapusta či kapusta kadeřavá ve středoevropském regionu.

## Kuchyňské použití
V italské kuchyni je celá škála rozmanitých úprav a využití této kapusty. Lze z ní připravit velmi jednoduchou a přesto chutnou omáčku k těstovinám, často se upravuje v kombinaci s luštěninami. Je ingrediencí tradiční toskánské polévky ribollita toscana, křehké mladé listy se přidávají čerstvé do sálátů apod. Tepelně se upravuje vařením, dušením, v páře nebo na oleji.